# M-MTDATA
m-MTDATA è una molecola organica appartenente alla classe delle molecole starburst, spesso utilizzata come materiale per la produzione di dispositivi elettronici organici. È particolarmente apprezzata per la sua capacità di trasportare lacune (hole-transporting) ed è largamente usata in OLED e altre tecnologie optoelettroniche. 

## Caratteristiche elettroniche
Per quanto riguarda le proprietà elettroniche, m-MTDATA ha un livello di HOMO (Highest Occupied Molecular Orbital) pari a 5.1 eV e un livello di LUMO (Lowest Unoccupied Molecular Orbital) di 2.0 eV; il suo livello HOMO relativamente alto favorisce un efficiente trasporto delle lacune, rendendolo un materiale con una affinità per l'accettazione e il trasporto efficienti di cariche positive. La molecola è anche caratterizzata da una struttura coniugata che facilita la delocalizzazione degli elettroni.

## Usi
Essendo un materiale che mostra buona stabilità termica, oltre che una bassa energia di ionizzazione, m-MTDATA è un materiale elettronico organico ampiamente utilizzato in vari dispositivi optoelettronici. La sua applicazione principale è negli OLED, dove viene impiegato come strato di trasporto delle lacune (hole transporting layer). 
L'efficienza di m-MTDATA nei dispositivi optoelettronici può essere migliorata attraverso la combinazione con altre molecole a trasporto di elettroni o l'ottimizzazione delle sue proprietà chimiche attraverso modifiche strutturali. Un esempio di questo è l'uso combinato con un forte accettore di elettroni come F4-TCNQ (2,3,5,6-tetrafluoro-7,7,8,8-tetracianoquinodimetano), che è in grado di ottimizzare l'iniezione di lacune. m-MTDATA è spesso utilizzato anche in combinazione con PPT (2,8-Bis(difenil-fosforil)-dibenzo[b,d]tiofene), un altro composto impiegato per ottimizzarne le prestazioni elettroniche.
Dal punto di vista della ricerca di base, la struttura tipica di un dispositivo che include m-MTDATA vede il materiale depositato su elettrodi come l'ossido di indio-stagno (ITO), ma può anche essere applicato su substrati di metalli nobili, come l'oro, per studi avanzati di trasporto di cariche. m-MTDATA è largamente sperimentato in laboratori per la sua capacità di formare film attivi in dispositivi organici, incluse le celle solari a film sottile e i transistor a effetto di campo organici (OTFT).

## Sicurezza e stabilità
m-MTDATA è stabile in condizioni normali di temperatura e pressione. Tuttavia, può degradarsi sotto esposizione prolungata a temperature elevate o radiazioni UV intense. Studi della degradazione dovuta all'uso (simulato con una prolungata iniezione di cariche) hanno rilevato un abbassamento delle performances dell'm-MTDATA, sebbene ad un grado inferiore rispetto ad altri semiconduttori polimerici.

## Storia
Sviluppata alla fine degli anni '80 per la realizzazione di materiali molecolari amorfi da usare per applicazioni elettroniche organiche, la sua importanza è cresciuta parallelamente allo sviluppo delle tecnologie basate sui semiconduttori organici, in particolare per l'industria degli schermi a LED organici.